# Arytera brackenridgei
Arytera brackenridgei är en kinesträdsväxtart som beskrevs av Ludwig Radlkofer. Arytera brackenridgei ingår i släktet Arytera och familjen kinesträdsväxter. Inga underarter finns listade i Catalogue of Life.